# Liolaemus bellii
Liolaemus bellii — вид ігуаноподібних ящірок родини Liolaemidae. Ендемік Чилі. Вид названий на честь англійського зоолога Томаса Белла.

## Поширення і екологія
Liolaemus bellii мешкають в Андах в центральному Чилі, в регіонах Вальпараїсо, Сантьяго і О'Хіггінс. Вони живуть на скельястих схилах, місцями порослих чагарниками. Зустрічаються на висоті від 1700 до 3500 м над рівнем моря. Живляться як комахами, так і рослинною їжею, є живородними.